# Chris Lebenzon
Chris Lebenzon est un monteur américain, né le 29 octobre 1953 à Redwood City (Californie).

## Biographie
Chris Lebenzon commence à s'intéresser au montage en 1976 en s'amusant avec la table de montage sur laquelle Michael Wadleigh, un ami de son frère, a monté le documentaire Woodstock. Il apprend le métier sur plusieurs films indépendants à la fin des années 1970. Il passe de la méthode traditionnelle de montage avec la table de montage à un montage non linéaire assisté par ordinateur à l'occasion du film Mars Attacks! (1996). C'est le monteur de tous les films de Tim Burton depuis Batman, le défi et il a également régulièrement collaboré avec Tony Scott.
Il a été nommé à l'Oscar du meilleur montage pour Top Gun et USS Alabama et a remporté deux Eddie Awards pour Sweeney Todd : Le Diabolique Barbier de Fleet Street et Alice au pays des merveilles.

## Filmographie
- 1981 : Wolfen de Michael Wadleigh
- 1984 : Une race à part (A Breed Apart) de Philippe Mora
- 1985 : Une créature de rêve (Weird Science) de John Hughes
- 1986 : Top Gun de Tony Scott
- 1987 : Le Flic de Beverly Hills 2 (Beverly Hills Cop II) de Tony Scott
- 1987 : Weeds de John D. Hancock
- 1988 : Midnight Run de Martin Brest
- 1990 : Vengeance (Revenge) de Tony Scott
- 1990 : Jours de tonnerre (Days of Thunder) de Tony Scott
- 1991 : Hudson Hawk, gentleman et cambrioleur (Hudson Hawk) de Michael Lehmann
- 1992 : Batman, le défi (Batman Returns) de Tim Burton
- 1993 : Josh and S.A.M. de Billy Weber (en)
- 1994 : Ed Wood de Tim Burton
- 1995 : USS Alabama (Crimson Tide) de Tony Scott
- 1996 : Mars Attacks! de Tim Burton
- 1997 : Les Ailes de l'enfer (Con Air) de Simon West
- 1998 : Armageddon de Michael Bay
- 1998 : Ennemi d'État (Enemy of the State) de Tony Scott
- 1999 : Sleepy Hollow - La légende du cavalier sans tête de Tim Burton
- 2000 : 60 secondes chrono (Gone in Sixty Seconds) de Dominic Sena
- 2001 : Pearl Harbor de Michael Bay
- 2001 : La Planète des singes (Planet of the Apes) de Tim Burton
- 2002 : xXx de Rob Cohen
- 2003 : Radio de Michael Tollin
- 2003 : Big Fish de Tim Burton
- 2005 : Garde rapprochée (Man of the House) de Stephen Herek
- 2005 : Charlie et la Chocolaterie (Charlie and the Chocolate Factory) de Tim Burton
- 2005 : Les Noces funèbres (Corpse Bride) de Tim Burton
- 2006 : Déjà vu de Tony Scott
- 2006 : Eragon de Stefen Fangmeier
- 2007 : Sweeney Todd : Le Diabolique Barbier de Fleet Street de Tim Burton
- 2009 : Pelham 123 - L'ultime station (The Taking of Pelham 1 2 3) de Tony Scott
- 2010 : Alice au pays des merveilles de Tim Burton
- 2010 : Unstoppable de Tony Scott
- 2012 : Dark Shadows de Tim Burton
- 2012 : Frankenweenie de Tim Burton
- 2014 : Maléfique (Maleficent) de Robert Stromberg
- 2016 : Miss Peregrine et les Enfants particuliers (Miss Peregrine's Home for Peculiar Children) de Tim Burton
- 2019 : Dumbo de Tim Burton
- 2024 : Kraven the Hunter de J. C. Chandor